# شيلا شيروود
شيلا شيروود (بالإنجليزية: Sheila Sherwood) هي منافسة ألعاب القوى بريطانية، ولدت في 22 أكتوبر 1945 في شفيلد في المملكة المتحدة.

## وصلات خارجية
- شيلا شيروود على موقع اللجنة الأولمبية الدولية (الإنجليزية)
- شيلا شيروود على موقع أوليمبيديا (الإنجليزية)
- شيلا شيروود على موقع اللجنة الأولمبية البريطانية (الإنجليزية)